# Antoine Spire
Antoine Spire (Paris, 31 de março de 1946), é um jornalista de imprensa e de rádio, intelectual e editor francês. Foi diretor do Departamento de Investigação em Ciências Humanas do Instituto Nacional do Cancro ("Institut national du cancer").
É também facilitador/coordenador de conferências nacionais e encontros culturais. É consultor editorial do jornal Le Monde, Le Monde de l'éducation, jornalista do La Vie e contribui para várias publicações da associação.
Autor de livros, participou ainda em inúmeras obras populares produzidas em colaboração com intelectuais como Pierre Bourdieu, Jacques Derrida, George Steiner, Edgar Morin. 
Antoine Spire é licenciado pela HEC Paris.